# Góry o zmierzchu
Góry o zmierzchu – polski film psychologiczny z 1970 roku.

## Występują
- Maja Komorowska – Agnieszka
- Jerzy Kreczmar – profesor
- Marek Perepeczko – Jarek
- Andrzej Zawada – Andrzej (głos - Daniel Olbrychski)

## Fabuła
Stary profesor, kiedyś znakomity alpinista, co rok przybywa w góry. Wizyty te wiążą się z rocznicami śmierci przyjaciela, który zginął tragicznie, ratując życie profesora. W górskiej wyprawie towarzyszy mu dwóch mężczyzn w średnim wieku, jeden z nich - za namową żony - ma wykorzystać wspólną wyprawę do załatwienia spraw zawodowych za pośrednictwem profesora.